# Méhkerteki ortodox templom
A Szent Konstantin és Szent Ilona ortodox templom a 18. század végén épült a 2002-től Brassó városnegyedének számító Méhkerteken. Nem tartják nyilván műemlékként.

## Története
Méhkertek területét a brassóiak a 15. századtól a város közös legelőjeként használták. Maga a település legkésőbb a 18. század közepén alakult ki; a szászok méheseket, gyümölcsösöket, szántóföldeket birtokoltak it, melyeket román parasztok műveltek, akik kezdetben jobbágyok, később földbérlők voltak, illetve lassanként fölvásárolták földjeiket.
Már 1756-ban említenek egy ortodox kápolnát a jelenlegi Izvorului utca környékén. Az 1781-es türelmi rendelet életbelépésével az ortodoxoknak lehetőségük nyílt egy templom építésére, és Constantin Dsanli (változatai Dsanly, Dzandly) brassó-belvárosi görög kereskedő támogatásával 1784-ben meg is kezdték az építkezést. Az épület 1791-ben készült el, és 1793. július 17-én szentelte fel Gherasim Adamovici püspök.
1901–1929 között kijavították és felújították, 1952–1953-ban két apszissal bővítették, így elnyerte az ortodox templomokra jellemző kereszt alaprajzot, 1955-ben pedig átépítették tornyát. Legutóbb 2002–2006 között újították fel, és ekkor készült el a templomkertet övező betonkerítés is. A 21. század elején kb. 3000 ember tartozik egyházközségéhez.

## Leírása
Téglából épített, eredetileg zsindellyel fedett templom. Kezdetben gótikus-bizánci stílusú, félköríves boltozatú épület volt; mai formáját az 1952–1955-ös átépítéskor nyerte el. A gótikus, három harangot tartalmazó torony áttöri a tetőt. Belsejét többször kifestették, legutóbb 1957–1958-ban; ekkor készült el új ikonosztáza is.
Temetője a templom körül van, itt egy román háborús hősöknek szentelt emlékoszlop is található. A 2020-as évek elején a temető már túl kicsinek bizonyult, így egy 2,2 hektáros bővítésről döntöttek.

## Képek

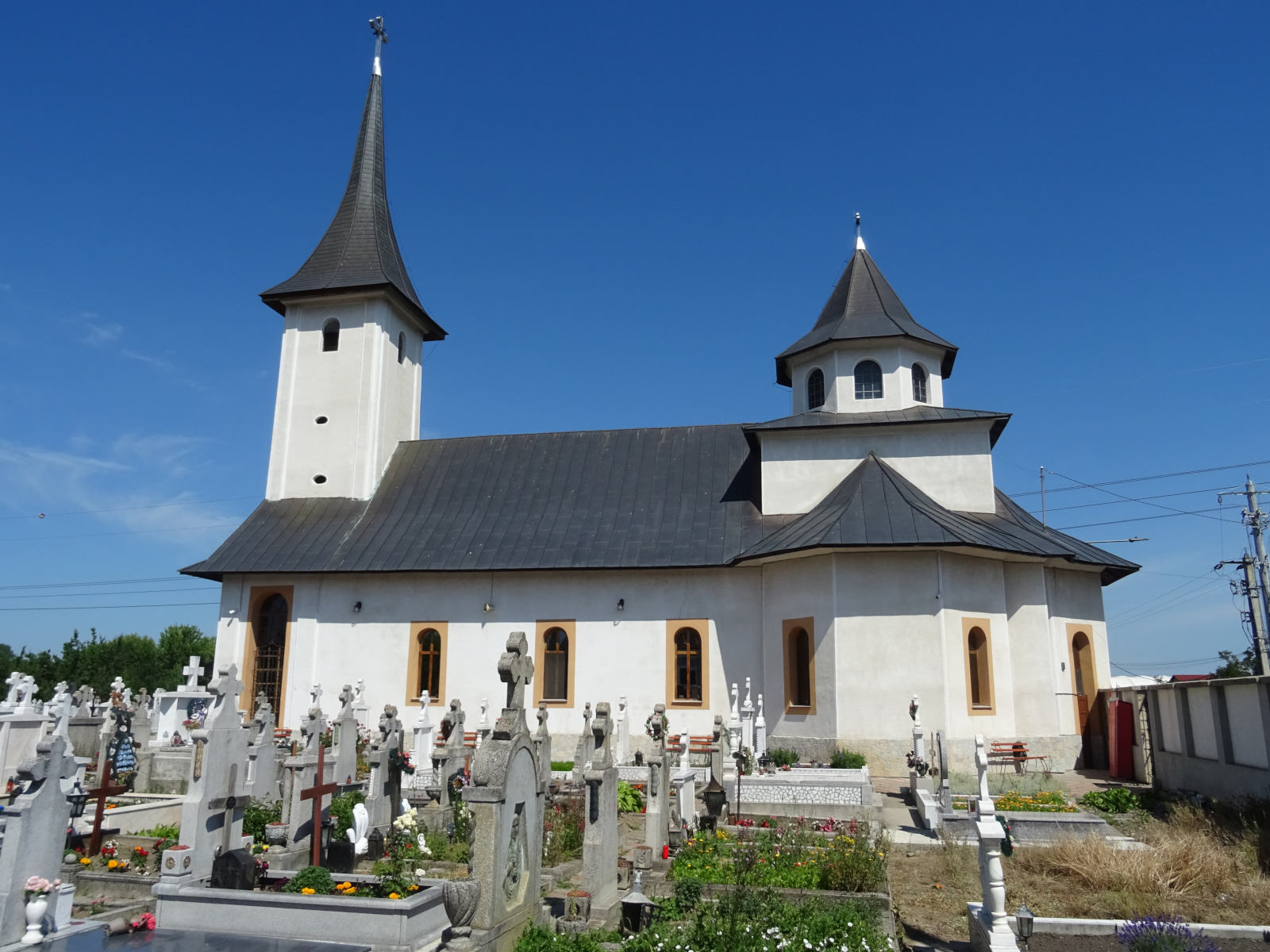
A templom és temetője
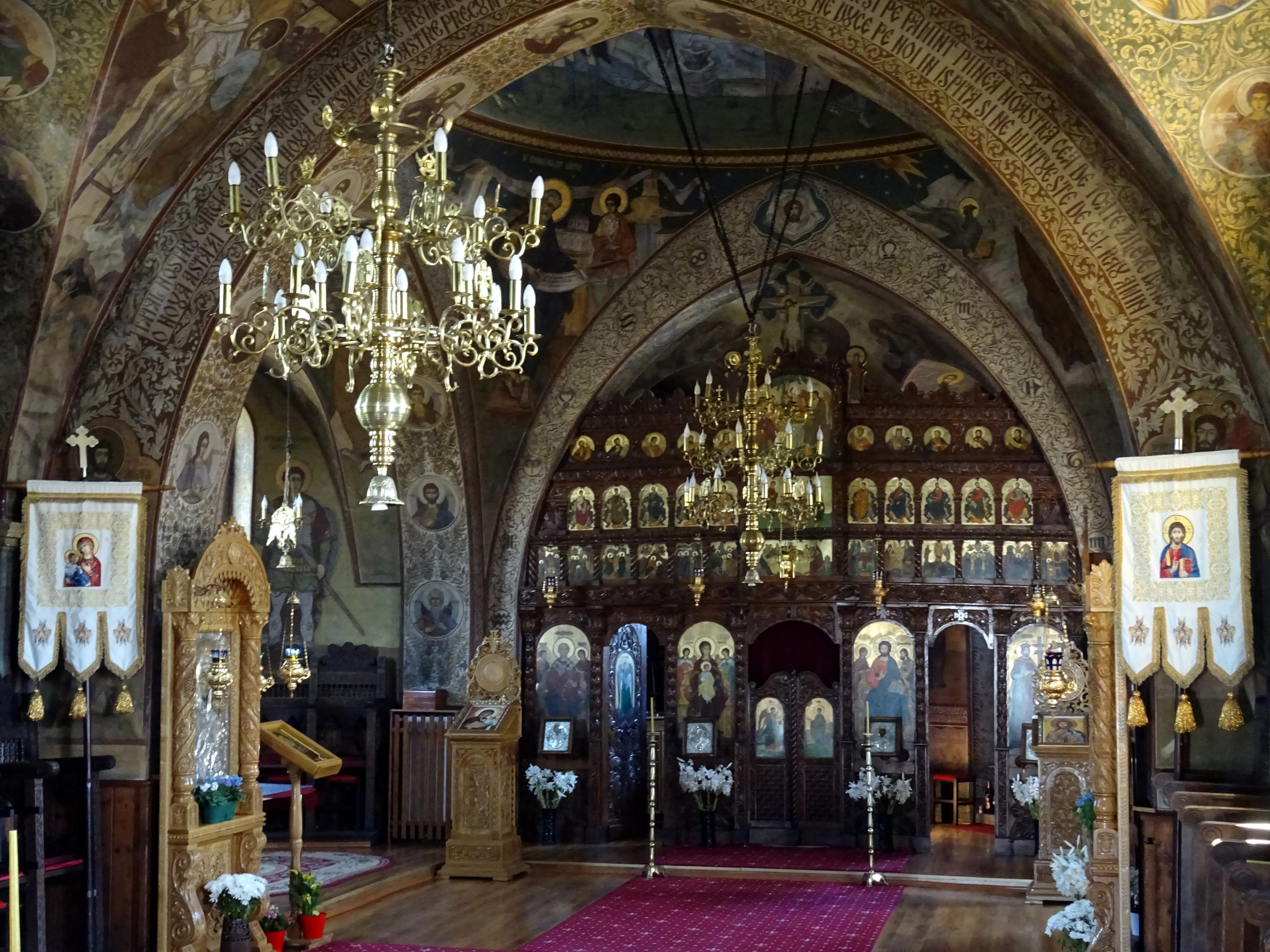
A templom ikonosztáza
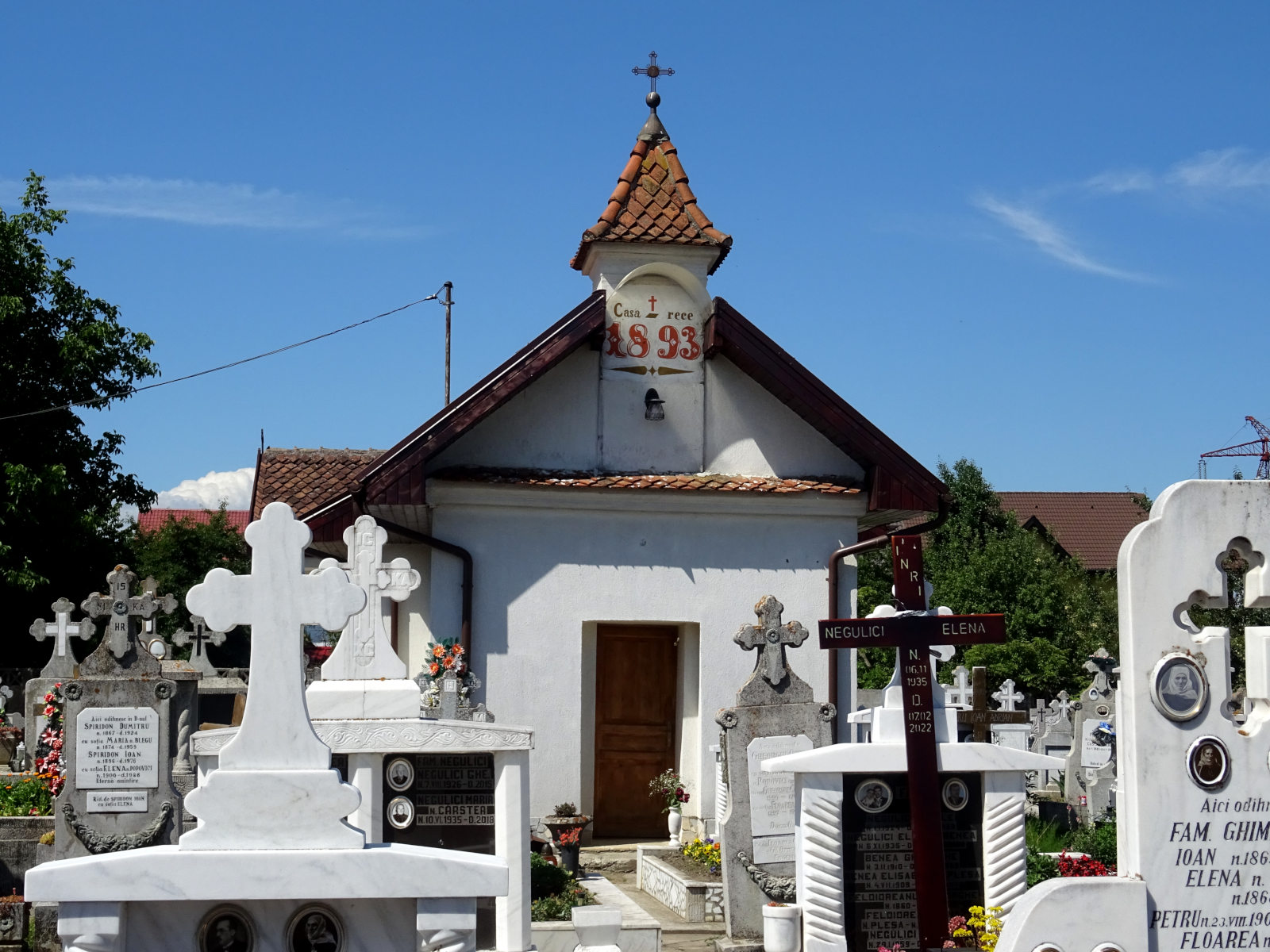
A temetőkápolna
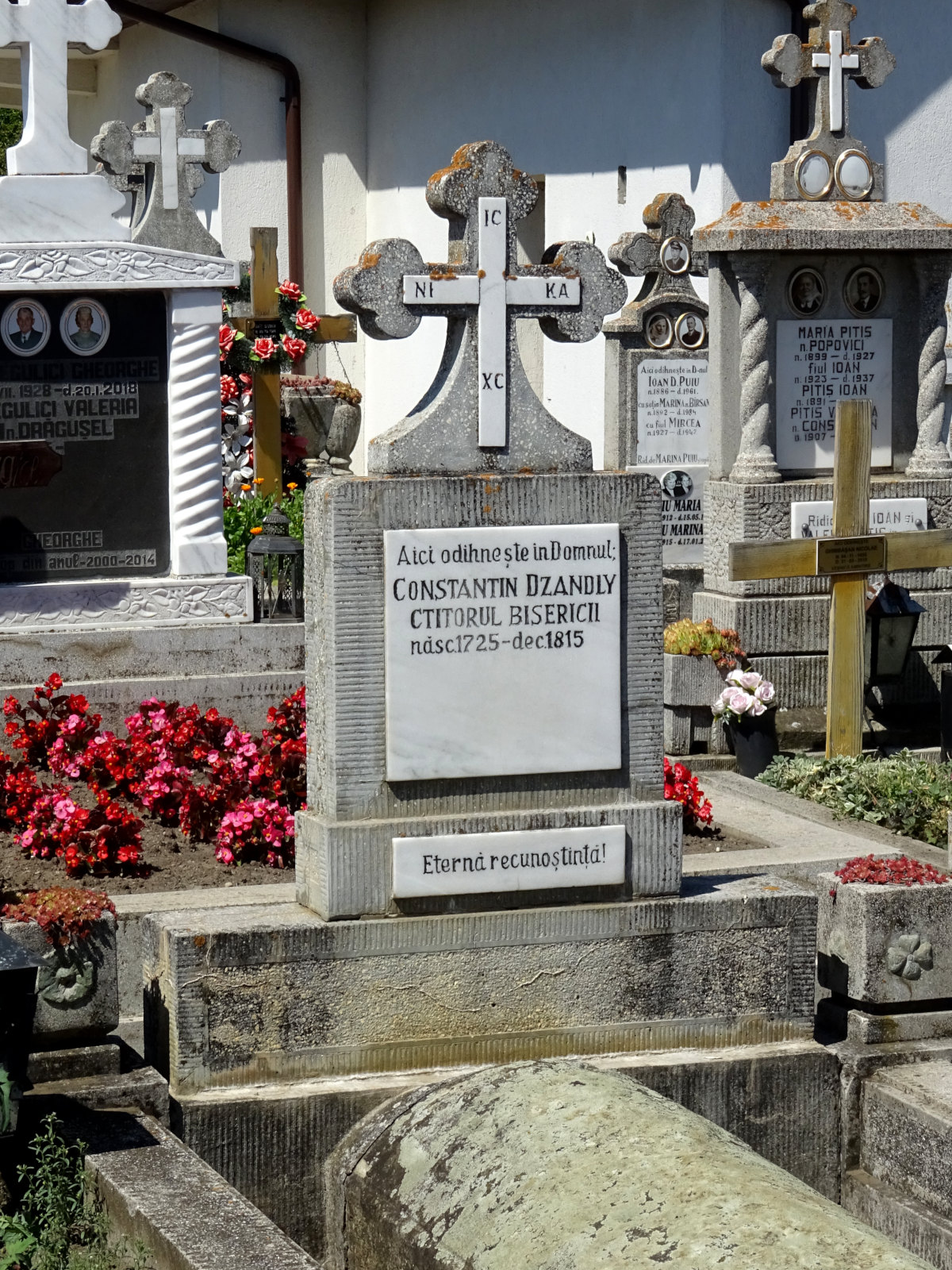
A ktetor sírja